# Pilot 750 SE
Pilot 750 SE är en svensk lotsbåt som byggdes 1978 som Tjb 750 av AB Holms Skeppsvarv, Råå, Helsingborg för Sjöfartsverket i Norrköping. Tjb 750 stationerades vid Halmstads lotsplats. År 2005 döptes båten om till Pilot 750 SE.